# Jamie Barton
Jamie Barton (Roma (Georgia), 17 de octubre de 1981) es una mezzosoprano estadounidense. Ganó el concurso BBC Cardiff Singer of the World, tanto el premio principal como el de la canción, en junio de 2013. También fue la ganadora del premio Richard Tucker 2015.

## Trayectoria
Barton nació en Roma (Georgia). Hija de Jim Barton y Robin Fox. Actuó por primera vez cuando tenía seis años, cantando Tender Shepherd del musical Peter Pan de 1954 en un concurso de talentos de la escuela primaria de Armuchee. Estudió en el Armuchee High School, se licenció en el Shorter College y cursó un máster en la Escuela de Música Jacobs de la Universidad de Indiana, ambos títulos en interpretación vocal.
En los veranos de 2006 y 2007, Barton fue Artista Joven Gerdine en el Ópera Teatro de San Luis y Becaria de Estudios Vocales en el Tanglewood Music Center. En abril de 2007, junto con otros cinco cantantes, ganó las audiciones del Consejo Nacional de la Ópera Metropolitana. En el verano de 2007, hizo su debut profesional en la ópera cantando el papel de Annina, la criada del personaje principal, en La traviata de Verdi en el Ópera Teatro de San Luis.
En julio de 2008, cantó en Hansel y Gretel de Humperdinck en el Festival de Música de Aspen un crítico describió la actuación de Barton como "casi robando el espectáculo con su exagerada bruja". En la temporada 2008/09, ya graduada cantó en tres ocasiones con la Houston Grand Opera, como Úrsula en Beatriz y Benedicto de Berlioz, como Giovanna en Rigoletto de Verdi y como la Sra. Ronaldson en el estreno mundial de Breve encuentro de André Previn.
En la temporada 2009/2010 debutó en el Metropolitan Opera House en el papel de la Segunda Dama en La flauta mágica de Mozart. También cantó por primera vez con la Canadian Opera Company como Emilia, la doncella de Desdémona, en Otello de Verdi.
En 2011, interpretó el papel de Mère Marie en Diálogos de carmelitas de Poulenc en la Ópera Estatal de Baviera, en Múnich. Ese mismo año, debutó con la Ópera Lírica de Chicago. Cantó tres papeles: la voz de la madre en Los cuentos de Hoffmann de Jacques Offenbach, la enfermera en Borís Godunov de Músorgski y la Dryade en Ariadna en Naxos de Richard Strauss.
En el verano de 2012, volvió a cantar con la Ópera Estatal de Baviera en el Festival de Ópera de Múnich interpretando el papel de la Segunda Norn en Götterdämmerung de Richard Wagner.
El 21 de junio de 2013, ganó el premio Song en el concurso BBC Cardiff Singer of the World. Dos días después, ganó el concurso completo. Esto la convirtió en la segunda persona en la historia del concurso en ganar ambos premios, después de que el tenor rumano Marius Brenciu lo hiciera en 2001. En 2018 fue la solista vocal de la BBC Last Night of the Proms en el Royal Albert Hall.
Está representada por Columbia Artists Management y Verismo Communications.
El 25 de octubre de 2022, emitió un comunicado en el que explicó que había acordado con el Teatro Real modificar su atuendo y su maquillaje para evitar la práctica del blackface en su caracterización del personaje de Amneris de la ópera Aída, que se representó entre el 24 de octubre y el 14 de noviembre de 2022 en Madrid.

## Recepción de la crítica
The Guardian reseñando los resultados del Cardiff Singer of the World 2013, dijo: "imperturbable firmeza de tono y una nobleza de expresión que invita a la comparación no tanto con sus contemporáneos como con grandes de mediados del siglo XX como Kirsten Flagstad y Karin Branzell... su interpretación de Unbewegte Laue Luft, la marcó como una de las grandes intérpretes de Brahms de nuestro tiempo".
En 2012, Opera News describió a Barton como una "estrella en ascenso" con una "voz suntuosa".
En una reseña de un recital en el Centro John F. Kennedy para las Artes Escénicas en 2009, Anne Midgette dijo que Barton tenía una "gran voz" y "cantaba muy bien", pero "mostraba [una] inclinación por la sobreactuación".
En mayo de 2015, Musical Toronto escribió sobre el canto de Barton en el Réquiem de Verdi con la Orquesta Sinfónica de Toronto: "La brillante mezzo Jamie Barton y su ejemplar legato fueron un placer, ¡no es de extrañar que ganara en Cardiff! Su Liber Scriptus, Quid sum miser y su Lux Eterna fueron increíbles. No tuvo miedo de usar la voz de pecho, pero fue muy musical y sin vulgaridad".

## Vida personal
En 2014, durante el Día para salir del armario, declaró su bisexualidad en su Twitter. Ha hablado abiertamente sobre temas queer y body positivity.

## Grabaciones
- André Previn- Brief Encounter – Elizabeth Futral (soprano); Nathan Gunn (barítono ); Jamie Barton (mezzo); Kim Josephson (barítono). Houston Grand Opera; Patrick Summers (director). Sello: Deutsche Grammophon. Publicado en mayo de 2011.
- Dominico Scarlatti – La Dirindina – Ars Lyrica Houston; Brian Shurcliffe (barítono); Jamie Barton (mezzo); Joseph Gaines (tenor). Sello: Sono Luminus. Publicado en agosto de 2012.
- Peter Ash-The Golden Ticket – Benjamin Wenzelberg (contratenor); Jamie Barton (mezzo); Jason Hardy (bajo); Gerald Thompson (contratenor); Daniel Okulitch (barítono); Atlanta Opera; Peter Ash (director). Sello: Albany Records. Publicado en diciembre de 2012.
- An Aids Quilt Songbook: Sing for Hope – Yo Yo Ma (chelo); Jamie Barton (mezzo); Joyce Di Donato (mezzo); Isabel Leonard (mezzo ); Sharon Stone (narradora). Publicado en noviembre de 2014.
- Holiday Harmonies: Songs of Christmas – Jamie Barton (mezzo); Maureen McKay (mezzo); Stacey Shames (arpa); Essential Voices USA (chorus). Sello: Sono Luminus. Publicado en octubre de 2015.
- All Who Wander – Jamie Barton (mezzo); Brian Zeger (piano). Sello: Delos Music. Publicado en noviembre de 2016.
- Unexpected Shadows - Jamie Barton (mezzo), Matt Haimovitz (chelo), Jake Heggie (compositor). Sello: Pentatone. Publicado en septiembre de 2020.